# Poggensee (Bad Oldesloe)
Der Poggensee ist ein See im Kreis Stormarn im deutschen Bundesland Schleswig-Holstein. Er liegt nördlich der Stadt Bad Oldesloe (Ortsteil Poggensee) in einer kleinen Niederung, die im Osten und Westen durch steile Hänge abgegrenzt ist. Der See ist ca. 8,7 ha groß und bis zu 6,4 m tief. Der Ablauf Poggenbek liegt im Süden und mündet westlich von Bad Oldesloe in die Trave. Der See, der aus einem Toteisloch hervorging, weist ein fast rundes Becken auf.
Der See wurde 1951 durch die Stadt Bad Oldesloe erworben. Er wird durch den Oldesloer Anglerverein bewirtschaftet und darf nur vom Boot aus beangelt werden. Am Südufer des Poggensees befindet sich seit 1955 ein bewachtes Strand-Freibad. Abgesehen davon darf das Seeufer nicht betreten werden. Die Badewasserqualität entspricht den Anforderungen der EU-Richtlinie für „Ausgezeichnete Qualität“ (Stand: 20. August 2013).